# .cat
.cat is een generieke topleveldomeinnaam (gTLD), goedgekeurd door ICANN in september 2005. De bedoeling is dat het gebruikt wordt voor de cultuur van Catalonië en de Catalaanse taal.
Het wordt gesponsord en beheerd door Associació puntCAT.
De naam is geen ccTLD (Country Coded Top Level Domain) over een lokatiteit, maar een gTLD over een (van oorsprong lokaal gebonden) cultuur. Om alle misverstanden voor te zijn, heeft ICANN uitdrukkelijk verklaard dat websites over katten (cat in het Engels) taboe zijn, tenzij de site geschreven is in het Catalaans of een visie op katten weergeeft die typisch Catalaans is.
Voordat .cat beschikbaar was, waren Catalaanse instanties en personen genoodzaakt ccTLD's als .es (of .fr) voor hun websites te gebruiken. Voor velen was dit een onoverkomelijk probleem. De Catalaanse stad Girona gebruikt nu zelfs het adres ajuntament.gi (ajuntament betekent stadhuis of gemeente) voor de gemeentelijke website, met het ccTLD van Gibraltar. Dit is zeer tegen het zere been van Spanje, dat al eeuwen de soevereiniteit van Gibraltar betwist.